# AFC-Kihívás kupa
Az AFC-Kihívás kupa (angolul: AFC Challenge Cup) egy megszűnt, az AFC által kiírt nemzetközi labdarúgótorna volt.
A tornát 2006 és 2014 között öt alkalommal rendezték meg.
A legsikeresebb válogatott Észak-Korea 2 győzelemmel.

## Eddigi eredmények
| Év             | Rendező         | Döntő           | Döntő                 | Döntő            | Elődöntők vesztesei   | Elődöntők vesztesei   | Elődöntők vesztesei   | Résztvevők száma |
| Év             | Rendező         | Győztes         | Eredmény              | Döntős           | Elődöntők vesztesei   | Elődöntők vesztesei   | Elődöntők vesztesei   | Résztvevők száma |
| -------------- | --------------- | --------------- | --------------------- | ---------------- | --------------------- | --------------------- | --------------------- | ---------------- |
| 2006 Részletek | Banglades       | · Tádzsikisztán | 4–0                   | · Srí Lanka      | Kirgizisztán és Nepál | Kirgizisztán és Nepál | Kirgizisztán és Nepál | 16               |
| Év             | Rendező         | Döntő           | Döntő                 | Döntő            | Bronzérmes            | Bronzérmes            | Bronzérmes            | Résztvevők száma |
| Év             | Rendező         | Győztes         | Eredmény              | Döntős           | 3. helyezett          | Eredmény              | 4. helyezett          | Résztvevők száma |
| 2008 Részletek | India           | · India         | 4–1                   | · Tádzsikisztán  | · Észak-Korea         | 4–0                   | · Mianmar             | 8                |
| 2010 Részletek | Srí Lanka       | · Észak-Korea   | 1–1 (h.u.) (5–4 b.u.) | · Türkmenisztán  | · Tádzsikisztán       | 1–0                   | · Mianmar             | 8                |
| 2012 Részletek | Nepál           | · Észak-Korea   | 2–1                   | · Türkmenisztán  | · Fülöp-szigetek      | 4–3                   | · Palesztina          | 8                |
| 2014 Részletek | Maldív-szigetek | · Palesztina    | 1–0                   | · Fülöp-szigetek | · Maldív-szigetek     | 1–1 (h.u.) (8–7 b.u.) | · Afganisztán         | 8                |

- h.u. – hosszabbítás után
- b.u. – büntetők után

## Éremtáblázat
| # | Ország          |   |   |   |   |
| - | --------------- | - | - | - | - |
| 1 | Észak-Korea     | 2 | 0 | 1 | 3 |
| 2 | Tádzsikisztán   | 1 | 1 | 1 | 3 |
| 3 | Palesztina      | 1 | 0 | 0 | 1 |
| 3 | India           | 1 | 0 | 0 | 1 |
| 4 | Türkmenisztán   | 0 | 2 | 0 | 2 |
| 5 | Fülöp-szigetek  | 0 | 1 | 1 | 2 |
| 6 | Srí Lanka       | 0 | 1 | 0 | 1 |
| 7 | Kirgizisztán    | 0 | 0 | 1 | 1 |
| 7 | Nepál           | 0 | 0 | 1 | 1 |
| 7 | Maldív-szigetek | 0 | 0 | 1 | 1 |

## Statisztika
| Ország          | M  | Gy | D | V | RG | KG | GK  | P  |
| --------------- | -- | -- | - | - | -- | -- | --- | -- |
| Észak-Korea     | 15 | 12 | 2 | 1 | 35 | 4  | +31 | 38 |
| Tádzsikisztán   | 19 | 11 | 2 | 6 | 36 | 16 | +20 | 34 |
| Türkmenisztán   | 16 | 8  | 4 | 4 | 27 | 14 | +13 | 28 |
| Palesztina      | 14 | 8  | 3 | 3 | 29 | 8  | +21 | 27 |
| Fülöp-szigetek  | 13 | 6  | 3 | 4 | 18 | 14 | +4  | 21 |
| India           | 15 | 5  | 3 | 7 | 13 | 21 | −8  | 18 |
| Kirgizisztán    | 11 | 5  | 0 | 6 | 7  | 12 | −5  | 15 |
| Mianmar         | 13 | 5  | 0 | 8 | 15 | 22 | −7  | 15 |
| Srí Lanka       | 12 | 4  | 2 | 6 | 12 | 22 | −10 | 14 |
| Nepál           | 11 | 3  | 2 | 6 | 11 | 14 | −3  | 11 |
| Banglades       | 7  | 3  | 1 | 3 | 10 | 14 | −4  | 10 |
| Maldív-szigetek | 8  | 2  | 2 | 4 | 9  | 12 | −3  | 8  |
| Afganisztán     | 11 | 1  | 5 | 5 | 7  | 19 | −12 | 8  |
| Tajvan          | 4  | 1  | 2 | 1 | 3  | 5  | −2  | 5  |
| Brunei          | 3  | 1  | 1 | 1 | 2  | 2  | 0   | 4  |
| Pakisztán       | 3  | 1  | 1 | 1 | 3  | 4  | −1  | 4  |
| Kambodzsa       | 3  | 1  | 0 | 2 | 4  | 6  | −2  | 3  |
| Bhután          | 3  | 0  | 1 | 2 | 0  | 3  | −3  | 1  |
| Makaó           | 3  | 0  | 1 | 2 | 2  | 8  | −6  | 1  |
| Laosz           | 3  | 0  | 1 | 2 | 1  | 7  | −6  | 1  |
| Guatemala       | 3  | 0  | 0 | 3 | 0  | 17 | −17 | 0  |